# 德鲁日内 (波洛希区)
47°24′45″N 36°32′19″E / 47.41250°N 36.53861°E
德魯日内（烏克蘭語：Дружне）是位於烏克蘭東南部的村莊，由扎波羅熱州波洛希區的卡姆揚卡市鎮負責管轄。該村面積0.77平方公里，海拔高度192米，2001年人口78，人口密度每平方公里101.3人。